# مانتشستر الوسطى (دائرة انتخابية في المملكة المتحدة)
مانتشستر الوسطى (بالإنجليزية: Manchester Central)‏ هي إحدى الدوائر الانتخابية في المملكة المتحدة الممثلة في مجلس العموم في برلمان المملكة المتحدة.
عضو البرلمان الذي يمثلها حالياً هو :Tony Lloyd (Lab).